# 滲出
滲出（しんしゅつ、英:exudation）とは炎症により血管壁や組織の性質が変化して血液や組織液が血管外へ流出すること。滲出した液体を滲出液（exudate）という。滲出液はリバルタ反応陽性。

## メカニズム
炎症早期に毛細血管が拡張することで血管壁の透過性が亢進する。通常は血管外に出ることがないフィブリノーゲンやグロブリン、アルブミンなどの血漿タンパク質を含む血液成分が血管外に出る。このため滲出する液はタンパク濃度が高い。病的状態において浮腫が見られる場合は腹膜炎などの炎症性疾患、感染症、結核、悪性腫瘍で滲出液が見られる。